# Walls (Louis Tomlinson)
Walls is het eerste soloalbum van singer-songwriter Louis Tomlinson, sinds de pauze van de Britse band One Direction. Het album kwam uit op 31 januari 2020. Tomlinson bracht vijf liedjes van het album uit als singles; Two of Us, Kill My Mind, We Made it, Don't Let It Break Your Heart, en Walls.

## Tracklist
| Nr. | Titel                         | Schrijver(s)                                                              | Producer(s)                                     | Lengte |
| --- | ----------------------------- | ------------------------------------------------------------------------- | ----------------------------------------------- | ------ |
| 1   | Kill My Mind                  | Louis Tomlinson, Sean Douglas, Jamie Hartman                              | Hartman                                         | 3:40   |
| 2   | Don't Let It Break Your Heart | Tomlinson, Stuart Crichton, Cole Citrenbaum, James Newman, Stephen Wrabel | Crichton                                        | 3:24   |
| 3   | Two of Us                     | Tomlinson, Bryn Christopher, Andrew Jackson, Duck Blackwell               | Dan Priddy, Mark Crew                           | 3:21   |
| 4   | We Made It                    | Tomlinson, Levi Lennox, Julian Bunetta, John Ryan II, Amish "ADP" Patel   | Lennox, Bunetta, Ryan, ADP, Dan Grech-Marguerat | 3:21   |
| 5   | Too Young                     | Tomlinson, Jim Lavigne, Danny Majic, John Mitchell, Justin Franks         | Frank E, Majic                                  | 3:49   |
| 6   | Walls                         | Tomlinson, Hartman, Noel Gallagher, Dave Gibson, Jacob Manson             | Hartman                                         | 3:50   |
| 7   | Habit                         | Tomlinson, Iain James, Wayne Hector, Steve Robson                         | Robson                                          | 3:04   |
| 8   | Always You                    | Tomlinson, Matthew Burns, Jason Reeves, Ali Tamposi, Andrew Watt          | Watt, BURNS                                     | 3:08   |
| 9   | Fearless                      | Tomlinson, Hartman, Ed Drewett, Yei Gonzalez                              | Gonzales                                        | 3:05   |
| 10  | Perfect Now                   | Tomlinson, Hector, Jamie Scott, Johan Carlsson,                           | Scott, Carlsson                                 | 3:17   |
| 11  | Defenceless                   | Tomlinson, Douglas, Joe Janiak                                            | Janiak                                          | 3:44   |
| 12  | Only the Brave                | Tomlinson, Jackson, Blackwell                                             | Jackson, Blackwell                              | 1:44   |